# Motormouse and Autocat
Motormouse and Autocat (conhecido em português como Juca Bala e Zé Bolha) é uma série de desenho animado norte-americano produzido pela Hanna-Barbera. Passava no show da Turma da Gatolândia, que era composto por 4 desenhos:
- A Turma da Gatolândia
- A Volta ao Mundo em 79 Dias
- Juca Bala e Zé Bolha
- É o Lobo!

## História
É a história de Zé Bolha (gato) em um possante carro, sempre perseguindo Juca Bala (rato), em sua moto.

## Episódios

### Nomes Originais(em inglês)
1. Wheelin' And Dealin'
2. Party Crasher
3. Water Sports
4. What's The Motor with You
5. Mini Messenger
6. Wild Wheelin' Wheels
7. Soggy To Me
8. Crash Course
9. Fueling Around
10. Buzzin' Cousin
11. Snow-Go
12. Hard Days Day
13. Tally Ha Ha
14. Hocus Focus
15. Kitty Kitty Bang Bang
16. King Size Kaddy

## Dubladores[2]

### Nos Estados Unidos
- Zé Bolha: Marty Ingels
- Juca Bala: Dick Curtis

### No Brasil
- Zé Bolha: Mário Monjardim
- Juca Bala: Nair Amorim